# RX J0822-4300
RX J0822-4300は、地球から7000光年離れた位置の、とも座にある中性子星である。

## 特徴
RX J0822-4300は、とも座にある超新星残骸「とも座A」から、秒速1500kmという超高速度で運動している。これは光速の0.5％に相当し、発見されている中で最も高速で運動する天体である。この運動量から、しばしばこの天体は「宇宙のキャノンボール」というあだ名で呼ばれている。
これは、とも座Aを作った3700年前の超新星爆発の際に、非対称な爆発のせいで運動エネルギーを得て飛び出したもので、現在までに爆発の中心点から20光年移動したと推定されている。銀河系の脱出速度をはるかに超える運動のため、RX J0822-4300は数百万年後には銀河系の外へと飛び出していると推定されている。また、とも座Aの超新星残骸の大部分は、RX J0822-4300とは逆方向に運動している。
秒速1000km程度の速度を得ている天体はRX J0822-4300が唯一ではないが、これらは銀河系の中心、いて座A*の中心部にある大質量ブラックホールの重力的影響で飛び出した天体であり、現在の理論では、非対称な超新星爆発では、この速度を得る程度のエネルギーを与えると、中心部はクォーク星まで縮退することが予測されている。

## 観測
NASAのX線天体観測衛星チャンドラが、1999年と2005年の2回RX J0822-4300を観測し、2つの観測データを重ね合わせた結果、RX J0822-4300が大きな速度で運動している事が明らかになった。